# Подгруппа ванадия
Подгру́ппа вана́дия — химические элементы 5-й группы периодической таблицы химических элементов (по устаревшей классификации — элементы побочной подгруппы V группы).
В группу входят ванадий V, ниобий Nb и тантал Ta. На основании электронной конфигурации атома к этой же группе относится и элемент дубний Db, искусственно синтезированный в наукограде Дубне в 1970 г. группой Г. Н. Флёрова путём бомбардировки ядер 243Am ионами 22Ne и независимо в Беркли (США) в реакции 249Cf+15N→260Db+4n.

## Свойства
Как и в других группах, члены этого семейства элементов проявляют закономерности электронной конфигурации, особенно внешних оболочек, хотя, как ни странно, ниобий не следует этому тренду. Тем не менее, у элементов этой группы тоже проявляется сходство физических свойств и химического поведения:
Некоторые свойства элементов 5 группы
| Атомный номер | Химический элемент | Электронная оболочка    | Атомный радиус, нм | p, г/см³ | tпл, °C | tкип, °C | ЭО   |
| ------------- | ------------------ | ----------------------- | ------------------ | -------- | ------- | -------- | ---- |
| 23            | ванадий            | 2, 8, 11, 2             | 0,134              | 6,11     | 1920    | 3400     | 1,63 |
| 41            | ниобий             | 2, 8, 18, 12, 1         | 0,146              | 8,57     | 2500    | 4800     | 1,6  |
| 73            | тантал             | 2, 8, 18, 32, 11, 2     | 0,149              | 16,654   | 3000    | 5300     | 1,5  |
| 105           | дубний             | 2, 8, 18, 32, 32, 11, 2 |                    |          |         |          |      |

### Ванадий
Ванадий является 20-м наиболее распространённым элементом в земной коре. Он относится к рассеянным элементам и в природе в свободном виде не встречается. Содержание ванадия в земной коре 1,6⋅10−2% по массе, в воде океанов 3⋅10−7%. Наиболее высокие средние содержания ванадия в магматических породах отмечаются в габбро и базальтах (230—290 г/т). В осадочных породах значительное накопление ванадия происходит в биолитах (асфальтитах, углях, битуминозных фосфатах), битуминозных сланцах, бокситах, а также в оолитовых и кремнистых железных рудах. Близость ионных радиусов ванадия и широко распространённых в магматических породах железа и титана приводит к тому, что ванадий в гипогенных процессах целиком находится в рассеянном состоянии и не образует собственных минералов. Его носителями являются многочисленные минералы титана (титаномагнетит, сфен, рутил, ильменит), слюды, пироксены и гранаты, обладающие повышенной изоморфной ёмкостью по отношению к ванадию. Важнейшие минералы: патронит V(S2)2, ванадинит Pb5(VO4)3Cl и некоторые другие. Основной источник получения ванадия — железные руды, содержащие ванадий как примесь.
Химически ванадий довольно инертен. Он имеет хорошую стойкость к коррозии, стоек к действию морской воды, разбавленных растворов соляной, азотной и серной кислот, щелочей. С кислородом ванадий образует несколько оксидов: VO, V2O3, VO2,V2O5. Оранжевый V2O5 — кислотный оксид, тёмно-синий VO2 — амфотерный, остальные оксиды ванадия — основные. Ванадил ион (VO2+) в изобилии находится в морской воде, имеющий среднюю концентрацию 30 нМа. Некоторые источники минеральной воды также содержат ион в высоких концентрациях. Например, источники около горы Фудзи содержат до 54 мкг на литр.
Галогениды ванадия гидролизуются. С галогенами ванадий образует довольно летучие галогениды составов VX2 (X = F, Cl, Br, I), VX3, VX4 (X = F, Cl, Br), VF5 и несколько оксогалогенидов (VOCl, VOCl2, VOF3 и др.). Соединения ванадия в степенях окисления +2 и +3 — сильные восстановители, в степени окисления +5 проявляют свойства окислителей. Известны тугоплавкий карбид ванадия VC (tпл=2800 °C), нитрид ванадия VN, сульфид ванадия V2S5, силицид ванадия V3Si и другие соединения ванадия. При взаимодействии V2O5 с осно́вными оксидами образуются ванадаты — соли ванадиевой кислоты вероятного состава HVO3.

### Ниобий
Кларк ниобия — 18 г/т. Содержание ниобия увеличивается от ультраосновных (0,2 г/т Nb) к кислым породам (24 г/т Nb). Ниобию всегда сопутствует тантал. Близкие химические свойства ниобия и тантала обусловливают совместное их нахождение в одних и тех же минералах и участие в общих геологических процессах. Ниобий способен замещать титан в ряде титансодержащих минералов (сфен, ортит, перовскит, биотит). Форма нахождения ниобия в природе может быть разной: рассеянной (в породообразующих и акцессорных минералах магматических пород) и минеральной. В общей сложности известно более ста минералов, содержащих ниобий. Из них промышленное значение имеют лишь некоторые: колумбит-танталит (Fe, Mn)(Nb, Ta)2O6, пирохлор (Na, Ca, TR, U)2(Nb, Ta, Ti)2O6(OH, F) (Nb2O5 0 — 63 %), лопарит (Na, Ca, Ce)(Ti, Nb)O3 ((Nb, Ta)2O5 8 — 10 %), иногда используются эвксенит, торолит, ильменорутил, а также минералы, содержащие ниобий в виде примесей (ильменит, касситерит, вольфрамит). В щелочных — ультраосновных породах ниобий рассеивается в минералах типа перовскита и в эвдиалите. В экзогенных процессах минералы ниобия и тантала, являясь устойчивыми, могут накапливаться в делювиально-аллювиальных россыпях (колумбитовые россыпи), иногда в бокситах коры выветривания. Концентрация ниобия в морской воде 1⋅10−5 мг/л.
Химически ниобий довольно устойчив, но уступает в этом отношении танталу. На него практически не действуют соляная, ортофосфорная, разбавленная серная, азотная кислоты. Металл растворяется в плавиковой кислоте HF, смеси HF и HNO3, концентрированных растворах едких щелочей, а также в концентрированной серной кислоте при нагревании свыше 150 °C. При прокаливании на воздухе окисляется до Nb2О5. Для этого оксида описано около 10 кристаллических модификаций. При обычном давлении стабильна β-форма Nb2О5.

### Тантал
Тантал — редкий металл, в земной коре на его долю приходится 0,0002 %. Известно около 20 собственных минералов тантала — серия колумбит-танталит, воджинит, лопарит, манганотанталит и другие, а также более 60 минералов, содержащих тантал. Все они связаны с эндогенным минералообразованием. В минералах тантал всегда находится совместно с ниобием вследствие сходства их физических и химических свойств. Тантал — типично рассеянный элемент, так как изоморфен со многими химическими элементами. Месторождения тантала приурочены к гранитным пегматитам, карбонатитам и щелочным расслоённым интрузиям.
Тантал обладает высокой температурой плавления — 3290 K (3017 °C); кипит при 5731 K (5458 °C). Плотность тантала — 16,65 г/см³. Несмотря на твёрдость, пластичен, как золото. Чистый тантал хорошо поддаётся механической обработке, легко штампуется, раскатывается в проволоку и тончайшие листы толщиной в сотые доли миллиметра. Тантал является отличным геттером (газопоглотителем), при 800 °C он способен поглотить 740 объёмов газа. Кристаллическая решётка — кубическая, объёмноцентрированная. Обладает парамагнитными свойствами. При температуре ниже 4,45 К переходит в сверхпроводящее состояние.
При нормальных условиях тантал малоактивен, на воздухе окисляется лишь при температуре свыше 280 °C, покрываясь оксидной плёнкой Ta2O5; с галогенами реагирует при температуре свыше 250 °C. При нагревании реагирует с С, В, Si, P, Se, Те, Н2О, СО, СО2, NO, HCl, H2S. Химически чистый тантал исключительно устойчив к действию жидких щелочных металлов, большинства неорганических и органических кислот, а также многих других агрессивных сред (за исключением расплавленных щелочей).
В отношении химической устойчивости к реагентам, тантал подобен стеклу. Тантал нерастворим в кислотах и их смесях, кроме смеси плавиковой и азотной кислот; его не растворяет даже царская водка. Реакция с плавиковой кислотой идёт только с пылью металла и сопровождается взрывом. Очень устойчив к воздействию серной кислоты любой концентрации и температуры (при 200 °C металл корродирует в кислоте лишь на 0,006 миллиметра в год), устойчив в обескислороженных расплавленных щелочных металлах и их перегретых пара́х (литий, натрий, калий, рубидий, цезий).

### Дубний
Дубний — искусственный радиоактивный химический элемент, относится к трансактиноидам, предположительно серебристо-белый металл. Стабильных изотопов не имеет, в весовых количествах не получен. Известны радиоизотопы с массовыми числами 255—268, наиболее долгоживущий 268Db (Т1/2 16 ч, спонтанное деление). Конфигурация (расчётная) внешних электронных оболочек атома 5f14 6d3 7s2, степень окисления +5.

## История
Открытие элементов 5 группы связано со значительными противоречиями и трудностями для химиков. Проверка вновь открытых элементов была затруднительной из-за сходства ванадия и элемента 6 группы хрома, химического сходства ниобия и тантала и сложности установок, которые были необходимы для производства нескольких атомов дубния.
Элементы 5 группы похожи друг на друга не только по своим свойствам, но и «родственники» по названиям. Во-первых, наименования всех трёх относятся к области мифологии. Во-вторых, в названиях указана прямая родственная связь: в древнегреческой мифологии Ниобея является дочерью Тантала.
Ванадий назван в честь богини красоты древних скандинавов — легендарной Фреи Ванадис. Это имя элементу дал в 1831 г. Гавриил Сефстрём, профессор Горного института в Стокгольме.
Тантал открыт в 1802 г. шведским химиком Экебергом в двух минералах, найденных в Финляндии и Швеции.
Ниобий открыт в 1801 г. английским учёным Ч. Хатчетом в минерале (колумбите), найденном в бассейне р. Колумбии, и потому получил название «колумбий». В 1844 году немецкий химик Генрих Розе переименовал его в «ниобий» в честь дочери Тантала Ниобы, чем подчеркнул сходство между ниобием и танталом. Однако в некоторых странах (США, Англии) долго сохранялось первоначальное название элемента — колумбий, и только в 1950 году решением Международного союза теоретической и прикладной химии (ИЮПАК) элементу окончательно было присвоено название ниобий.

## Распространение в природе и биосфере
Ванадий довольно широко распространён в природе и составляет около 0,005 % от общего числа атомов земной коры. Однако богатые месторождения его минералов встречаются весьма редко. Помимо подобных месторождений, важным источником сырья для промышленного получения ванадия являются некоторые железные руды, содержащие примеси соединений этого элемента.
Содержание ниобия (2⋅10−4 %) и тантала (2⋅10−5 %) в земной коре значительно меньше, чем ванадия. Встречаются они главным образом в виде минералов колумбита Fe2+Nb2O6 и танталита Fe2+Ta2O6, которые обычно смешаны друг с другом.
Из элементов 5 группы только ванадий был идентифицирован как играющий роль в биохимии живых систем: он участвует в некоторых ферментах высших организмов, а также, что необычно, в биохимии некоторых морских оболочников.

## Фотографии
- Чистый ванадий (брусок справа и куб) и два его оксида (бруски слева). Пластичный металл серебристо-серого цвета.
- Кристаллы ниобия. Блестящий металл серого цвета, покрывается желтоватой оксидной плёнкой.
- Кристаллы тантала. Тяжёлый твёрдый металл серого цвета.